# Дом Нины
«Дом Нины» (фр. La Maison de Nina) — французский фильм 2005 года режиссёра Ришара Дембо. Сам сценарист так и не увидел киноленты, так как скончался 11 ноября 2004 года на пятьдесят шестом году жизни в процессе монтажа картины.

## Сюжет
Действие фильма разворачивается на востоке Франции с сентября 1944 и до января 1946. Мадам Нина основала «дом Надежды» — приют для юных сирот-евреев. Приближается окончание войны, и к мадам прибывает поезд с другими уцелевшими молодыми евреями из лагеря Бухенвальд. В памяти этих сирот постоянно всплывают жуткие картины бухенвальдских пыток. Живя в «доме Надежды», дети обращаются к религии. Нина пытается восстановить их разбитые жизни, как может. Этот фильм рассказывает не о прошлом, а о будущем. Это — гимн жизни и счастью.

## Актёрский состав
| В ролях              |  | Персонаж |
| -------------------- |  | -------- |
| Аньес Жауи           |  | Нина     |
| Сара Адлер           |  | Марлен   |
| Катя Левкович        |  | Ева      |
| Арье Эльмале         |  | Авнер    |
| Жереми Ситбон        |  | Жорж     |
| Венсан Ротье         |  | Габриэль |
| Алексис Пиво         |  | Жан      |
| Лола Немарк          |  | Розетта  |
| Артюр Монкла         |  | Моше     |
| Еремиас Нуссбаум     |  | Шмельке  |
| Гаспар Ульель        |  | Айзик    |
| Томас Лемаркус       |  | Густав   |
| Виттория Сконьямильо |  | Розина   |